# Hawker Siddeley Nimrod
El Hawker Siddeley Nimrod es un avión militar desarrollado y fabricado en el Reino Unido. Está basado en una extensa modificación del de Havilland Comet, el primer avión de reacción de pasajeros del mundo. Fue desarrollado originalmente por la sucesora de de Havilland, Hawker Siddeley, la cual actualmente forma parte de BAE Systems.

## Diseño
Avión de patrulla, reconocimiento marítimo, vigilancia y alerta temprana de batalla, pesado y de largo alcance, tiene 4 motores de turbina en las bases de las alas, el fuselaje fue agrandado para poder instalar una bahía interna de armas, se instalaron nuevas antenas en las alas y una sonda de repostaje de combustible en vuelo sobre la cabina de mando, algunas variantes de diseñaron con el paso de los años, para funcionar como alerta temprana aerotransportada.
Fue diseñado como un avión de patrulla marítima para la Royal Air Force (RAF), con la denominación Nimrod MR.1/MR.2 del sistema británico de designaciones, cuya principal misión era la guerra antisubmarina (ASW), aunque también realizaba misiones secundarias en vigilancia marítima y guerra antisuperficie. Una de las principales modificaciones fue la incorporación de una gran bodega de armamento debajo del fuselaje, en la cual podían ser transportados y lanzados torpedos, minas, bombas y otras cargas. El Nimrod también era capaz de transportar varios tipos de misiles aire-superficie como los Harpoon antibuque, así como misiles aire-aire Sidewinder para autodefensa. Las sonoboyas para rastrear submarinos eran lanzadas desde compartimientos especiales en la parte trasera del fuselaje. Estas versiones estuvieron en servicio desde principios de los años 1970 hasta marzo de 2010. Esa serie Nimrod debía ser reemplazada por el actualmente cancelado Nimrod MRA.4.
Además de esas tres versiones de reconocimiento marítimo, se desarrollaron otras dos variantes del Nimrod. El Nimrod R.1 utilizado por la RAF para misiones de inteligencia electrónica (ELINT) hasta ser retirado en 2011, y el Nimrod AEW.3 que estaba destinado a ser una plataforma de alerta temprana aerotransportada entre principios y mediados de los años 1980 pero no tuvo éxito y fue cancelado en 1986 en favor del modelo estadounidense Boeing E-3 Sentry.

## Variantes
Se desarrollaron cinco versiones del Nimrod durante su periodo de servicio en la RAF, de las que tres han resultado exitosas:
- MR.1 – la variante inicial de reconocimiento marítimo.
- MR.2 – una versión mejorada del MR.1
- R.1 – una versión optimizada para misiones de inteligencia de señales.

Las otras dos versiones fueron canceladas antes de que pudieran entrar en servicio:
- AEW.3 – una versión de alerta temprana aerotransportada cancelada en 1986 en favor del E-3 Sentry
- MRA.4 – una versión actualizada del MR.2 cancelada en 2010.

### MR1
El 4 de junio de 1964, el gobierno británico emitió el Requisito de Personal Aéreo 381, que buscaba un reemplazo para el veterano avión de patrulla marítima Avro Shackleton de la Royal Air Force (RAF).  Tal reemplazo había sido necesario por la presencia de fatiga de materiales que ya se empezaban a apreciar en estos aparatos, en consecuencia acercaban rápidamente la edad de jubilación a lo largo de toda la flota de Shackleton. Se recibió un gran interés en el requerimiento por parte de fabricantes británicos y extranjeros, se ofrecieron aviones como el Lockheed P-3 Orion, el Breguet Atlantic y derivados del Hawker Siddeley Trident, BAC One-Eleven, Vickers VC10 y de Havilland Comet. El 2 de febrero de 1965, el primer ministro británico, Harold Wilson, anunció la intención de ordenar la versión del Comet naval de Hawker Siddeley, el HS.801.
El diseño de Nimrod se basó en el avión comercial Comet 4 que había llegado al final de su vida comercial (los dos primeros prototipos Nimrods, XV148 y XV147 se construyeron a partir de dos estructuras de aviones Comet 4C inacabadas). Los motores turborreactores del Comet fueron reemplazados por turboventiladores Rolls-Royce Spey para una mejor eficiencia de combustible, particularmente en las bajas altitudes requeridas para la patrulla marítima. Se realizaron cambios importantes en el fuselaje, incluido un compartimento interno para armas, una nariz extendida para radar, una nueva cola con sensores de guerra electrónica (ESM) montados en un carenado voluminoso y un boom MAD (detector de anomalías magnéticas). Después del primer vuelo en mayo de 1967, la RAF ordenó un total de 46 Nimrod MR1.  El primer ejemplo (XV230) entró en servicio en octubre de 1969. Se establecieron un total de cinco escuadrones, cuatro tenían su sede permanente en el Reino Unido y una quinta estaba inicialmente en Malta

### R1

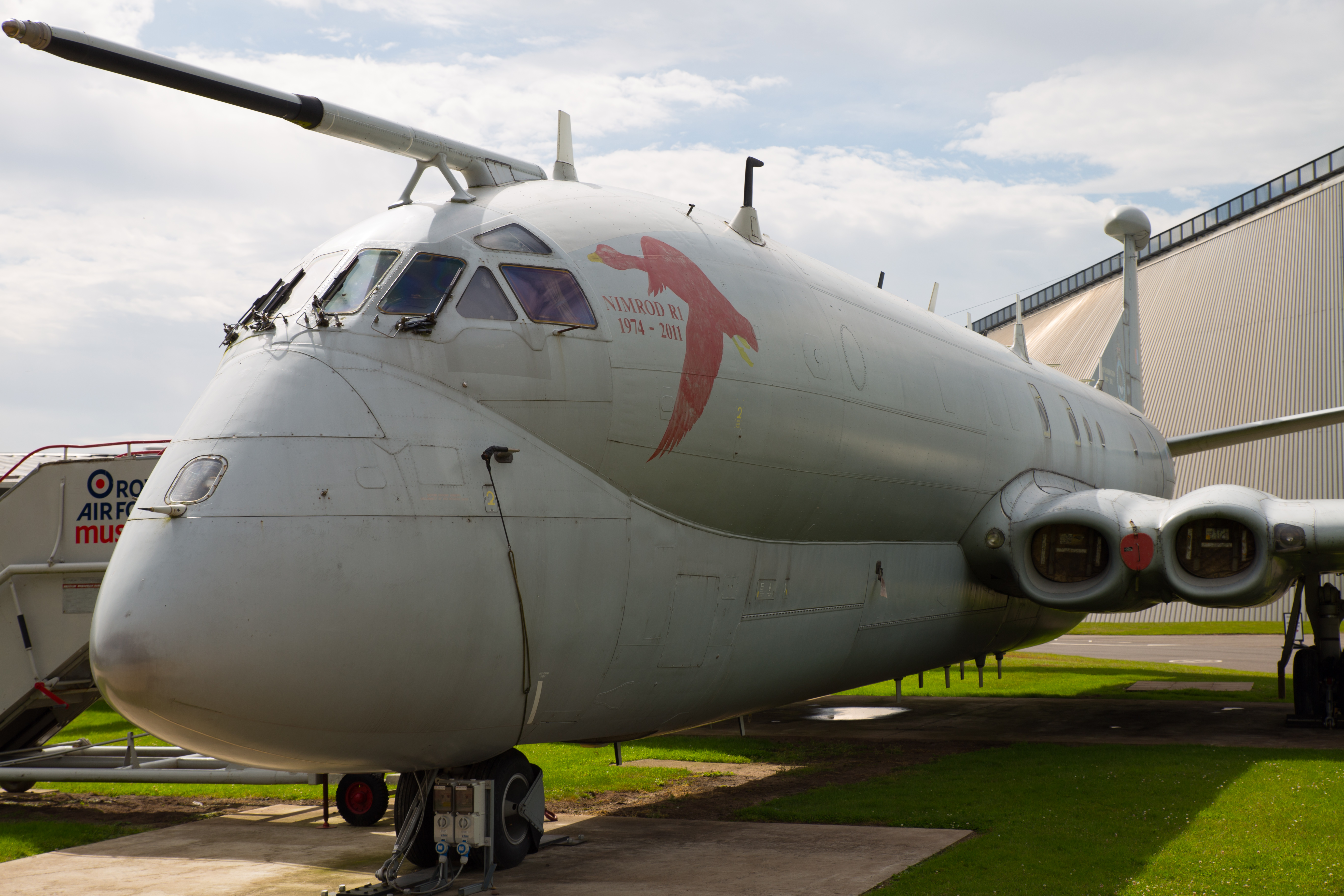
Hawker-Siddeley Nimrod R.1 XV249

Tres aviones Nimrod fueron adaptados para el rol de inteligencia de señales electrónica (ELINT) , reemplazando al Comet C2 y Canberras del Escuadrón n.º 51 en mayo de 1974. El R1 se distinguió visualmente del MR2 por la falta de un boom MAD. Estaba equipado con una serie de antenas giratorias de plato en el compartimiento de bombas de la aeronave, además de las antenas de plato en el cono de cola y en la parte delantera de los tanques de combustible montados en las alas. Tenía una tripulación de vuelo de cuatro (dos pilotos, un ingeniero de vuelo y un navegador) y hasta 25 tripulantes que operaban el equipo SIGINT.
Solo desde el final de la Guerra Fría se reconoció oficialmente el papel de la aeronave; una vez fueron descritos como "aeronaves de calibración de radar". Los R1 no han sufrido la misma fatiga y corrosión que los MR2. Un R1 se perdió en un accidente aéreo desde la introducción del tipo; esto ocurrió en mayo de 1995 durante una prueba de vuelo en la base aérea Kinloss de la RAF. Para reemplazar esta aeronave, se seleccionó un MR2 para la conversión a la norma R1, y entró en servicio en diciembre de 1996.
Los Nimrods R1 se establecieron inicialmente en la base RAF Wyton en Cambridgeshire, y más tarde en RAF Waddington en Lincolnshire, Inglaterra, y utilizado por 51 Sqn. Los dos Nimrod R1 restantes se planearon originalmente para retirarse a finales de marzo de 2011, pero los requisitos operativos obligaron a la RAF a desplegar uno en la RAF Akrotiri en Chipre, el 16 de marzo en apoyo de la Operación Ellamy. El último vuelo del tipo fue el 28 de junio de 2011 de la RAF Waddington, con la presencia del Jefe del Estado Mayor Aéreo Sir Stephen Dalton. El aparato XV 249, el antiguo MR2, ahora está en exhibición en el museo RAF Cosford. Finalmente toda la flota de los Nimrod R1 fueron reemplazados por tres aviones Boeing RC-135W Rivet Joint, adquiridos bajo el proyecto Airseeker; el primer avión fue entregado a fines de 2013.

### MR2
A partir de 1975, 35 aviones se actualizaron a la versión  MR2, siendo transformados desde agosto de 1979. La actualización incluyó una amplia modernización de la electrónica de la aeronave. Los cambios incluyeron el reemplazo del radar obsoleto ASV Mk 21 utilizado por Shackleton y Nimrod MR1 con el nuevo radar EMI Searchwater,  un nuevo procesador acústico (GEC-Marconi AQS-901) capaz de manejar sonoboyas modernas, un nuevo registrador de datos de la misión (Hanbush) y una nueva medida de soporte electrónico (Yellow Gate) que incluía nuevas cápsulas en las puntas de las alas.
La provisión para reabastecimiento en vuelo se introdujo durante la Guerra de las Malvinas (como el MR2P), así como los puntos de acceso para permitir que el Nimrod lleve el misil AIM-9 Sidewinder para contrarrestar el avión de vigilancia marítima de la Fuerza Aérea Argentina. En preparación para las operaciones en el teatro de la Guerra del Golfo, varios MR2 fueron equipados con nuevas comunicaciones y equipos ECM para hacer frente a las amenazas anticipadas; en el momento en que estas aeronaves modificadas recibieron la designación MR2P (GM) (Gulf Mod).

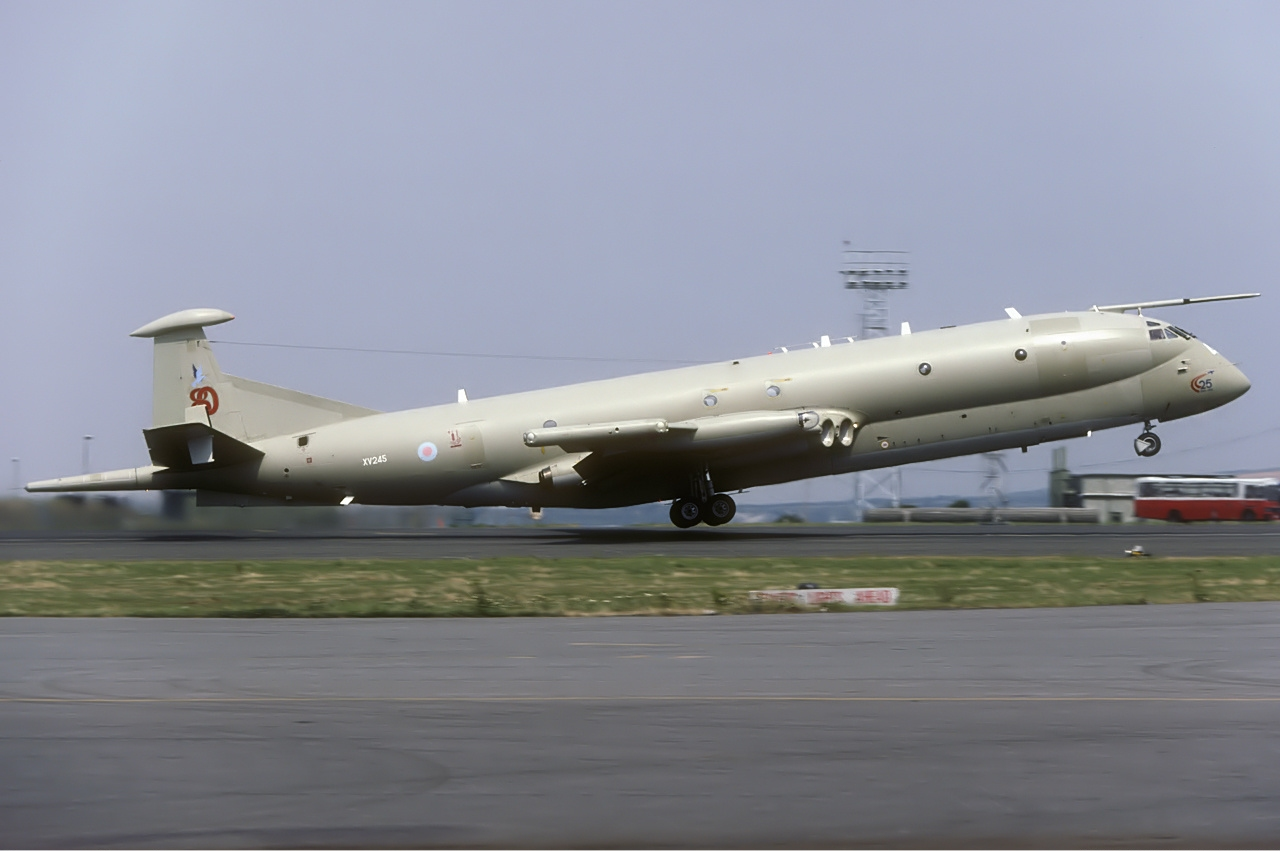
RAF Hawker Siddeley Nimrod MR2 (801)

El Nimrod MR2 llevó a cabo tres funciones principales: guerra antisubmarina (ASW), guerra antisubmarina (ASUW) y búsqueda y rescate (SAR). Su rango extendido permitió a la tripulación monitorear áreas marítimas lejos al norte de Islandia y hasta 4,000 km hacia el Atlántico occidental. Con reabastecimiento aire-aire (AAR), el alcance y la resistencia se ampliaron considerablemente. La tripulación consistía en dos pilotos y un ingeniero de vuelo, dos navegantes (un navegador táctico y un navegador de rutina), un oficial de electrónica de aire (AEO), el equipo sensor de sonoboyas de dos operadores de sistemas de armas (WSOp ACO) y cuatro operadores de sistemas de armas ( WSOp EW) para gestionar los sistemas pasivos y activos de guerra electrónica.
Hasta 1992, los Nimrods MR2 se ubicaban en la base RAF Kinloss en Escocia (120, 201 y 206 Escuadrones), y RAF St Mawgan en Cornualles (42 y 38 (R) Escuadrones). Escuadrón 42 se disolvió y su número fue reasignado al Escuadrón 38 (R). La aeronave Nimrod MR2 se retiró el 31 de marzo de 2010, un año antes de lo previsto, por razones financieras. El último vuelo oficial de un Nimrod MR2 tuvo lugar el 26 de mayo de 2010, con el XV229 volando desde la RAF Kinloss hasta el Aeropuerto Internacional de Kent para ser utilizado como un armazón de entrenamiento de evacuación en el Centro de Formación y Desarrollo de Bomberos MOD Defense.

### AEW3

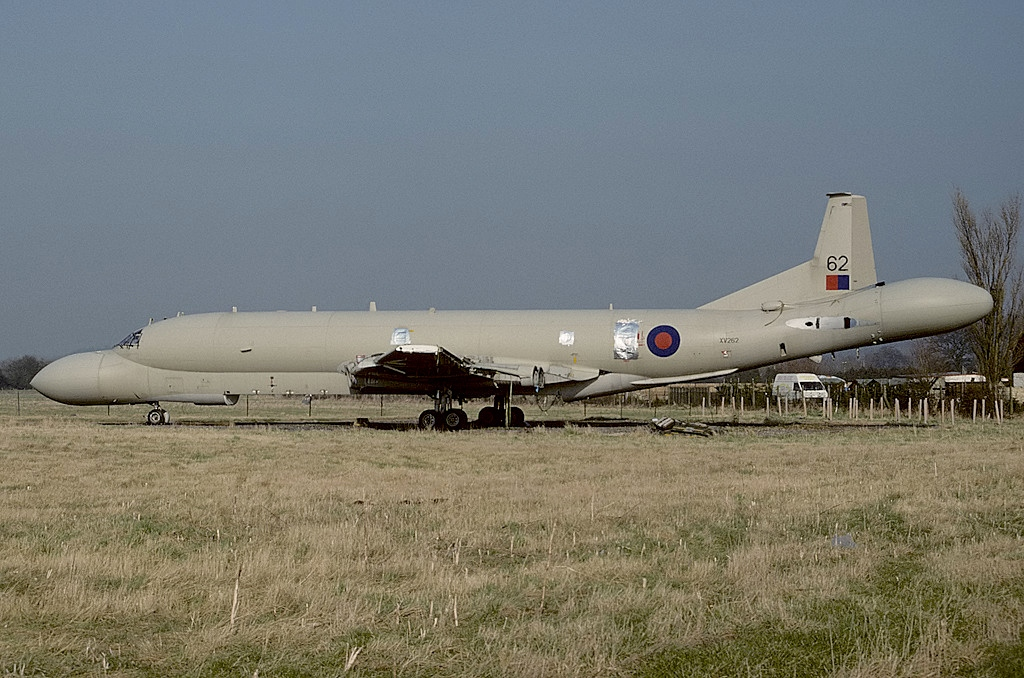
Hawker Siddeley Nimrod AEW3

A mediados de los años 70s se propuso una versión del nimrod de alerta temprana aerotransportada para el reemplazo del ya antiguo avión cuatrimotor a pistón Avro Shackleton AEW.2 , 11 aviones Nimrod iban a ser convertidos en la nueva versión AEW3 por la empresa British Aerospace en la planta de la antigua Avro donde se les proveería de los radares GEC Marconi en la nariz y cola de los aparatos. El programa término siendo un costo excesivo, además de los problemas en los radares GEC, y así en 1986 el Ministerio de Defensa decidió recortar los gastos en el AEW3 y cancelarlo a favor del avión Boeing E-3 Sentry.

### MRA4

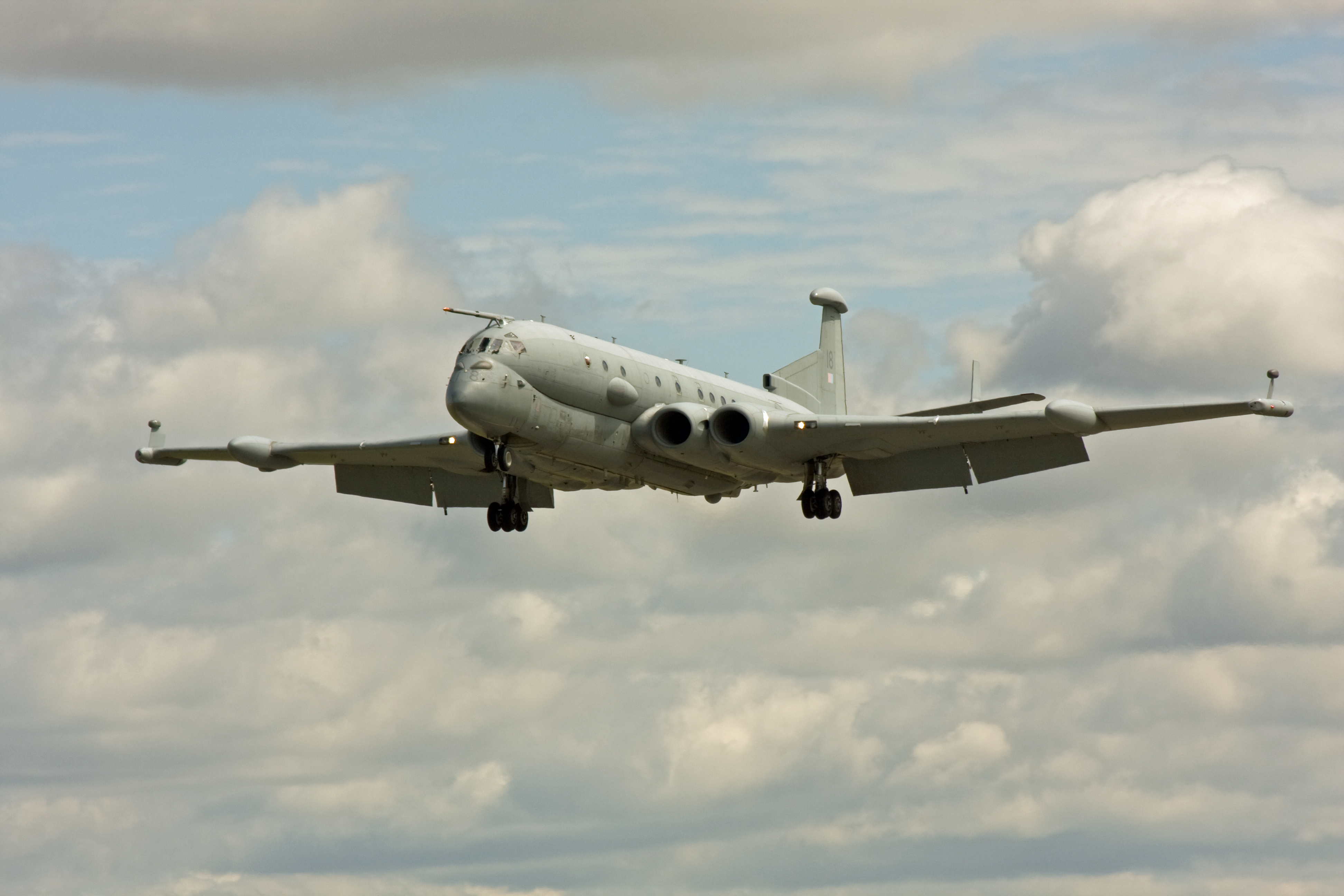
BAE Systems Nimrod MRA4

El Nimrod MRA4 fue una versión propuesta para reemplazar a los MR2. Aunque era el último desarrollo de la serie Nimrod, se trataba de una nueva aeronave, con motores turbosoplantes Rolls-Royce BR710, alas de mayor dimensión, y un fuselaje rediseñado. Sin embargo el programa se vio afectado por retrasos, sobrecostes y renegociaciones del contrato. Esta versión fue cancelada en el año 2010 como resultado del Strategic Defence and Security Review, que en aquel momento indicaba que el programa sufría de un sobrecoste de 789 millones de libras y nueve años de retraso. Los prototipos del MRA4 fueron desguazados.

## Usuarios
Reino Unido
- Royal Air Force

| Escuadrón                              | Fecha de servicio | Modelo de aeronave | Base                       |
| -------------------------------------- | ----------------- | ------------------ | -------------------------- |
| 42.º Escuadrón                         | 1971–1984         | Nimrod MR1         | RAF St Mawgan              |
| 42.º Escuadrón                         | 1983–2010         | Nimrod MR2         | RAF St Mawgan, RAF Kinloss |
| 51.er Escuadrón                        | 1971–2011         | Nimrod R1          | RAF Wyton, RAF Waddington  |
| 120.º Escuadrón                        | 1970–1982         | Nimrod MR1         | RAF Kinloss                |
| 120.º Escuadrón                        | 1981–2010         | Nimrod MR2         | RAF Kinloss                |
| 201.er Escuadrón                       | 1970–1983         | Nimrod MR1         | RAF Kinloss                |
| 201.er Escuadrón                       | 1982–2010         | Nimrod MR2         | RAF Kinloss                |
| 203.er Escuadrón                       | 1971–1977         | Nimrod MR1         | RAF Luqa                   |
| 206.º Escuadrón                        | 1970–1981         | Nimrod MR1         | RAF Kinloss                |
| 206.º Escuadrón                        | 1980–2005         | Nimrod MR2         | RAF Kinloss                |
| 236.ª Unidad de Conversión Operacional | 1970–1992         | Nimrod MR1 y MR2   | RAF St Mawgan              |

## Accidentes e incidentes
Cinco Nimrod se han perdido en accidentes,:

## Especificaciones (MR2)

### Características generales
- Tripulación: 12
- Capacidad: 24
- Longitud: 38,65 m
- Envergadura: 35 m
- Altura: 9,14 m
- Superficie alar: 197,05 m²
- Peso vacío: 39.009 kg
- Peso máximo al despegue: 87.090 kg
- Planta motriz: 4× Turbofán Rolls-Royce Spey.
  - Empuje normal: 54,09 kN 12.160 lbf de empuje cada uno.

### Rendimiento
- Velocidad máxima operativa (Vno): 923 km/h
- Velocidad crucero (Vc): 787 km/h
- Alcance: 8.340 - 9.265 km
- Techo de vuelo: 13.411 m

### Armamento
- Puntos de anclaje: 2 pilones subalares y 1 bodega de bombas interna con una capacidad de 9.100 kg, para cargar una combinación de:  
  - Bombas: Cargas de profundidad, Bombas nucleares B57 (hasta 1992)
  - Misiles: 

    - Misiles aire-aire: 2× AIM-9 Sidewinder (no estándar, sólo fueron montados durante la Guerra de las Malvinas)
    - Misiles aire-superficie: Nord AS.12, Martel, AGM-65 Maverick, AGM-84 Harpoon

  - Otros: 

    - Torpedos: Mk.46, Sting Ray
    - Minas navales
    - Sonoboyas

### Desarrollos relacionados
- de Havilland Comet
- British Aerospace Nimrod AEW3
- BAE Systems Nimrod MRA4

### Aeronaves similares
- Lockheed P-3 Orion
- Boeing P-8 Poseidon
- Breguet Atlantic
- Ilyushin Il-38
- Kawasaki XP-1